# 冰結鏡界的伊甸
《冰結鏡界的伊甸》（日语：氷結鏡界のエデン）是細音啓的第二部輕小說系列作品，插畫為，自2009年9月在富士見書房的《富士見Fantasia文庫》上刊載，日版已完結，目前另外在《DRAGON MAGAZINE》上有不定期的短篇發表。

## 簡介
「允許切換至『對．穢歌之庭術式』——請建構第七天音律。」
被要求展開結界的少女，臉頰上滑過了透明的淚滴。
「榭爾提斯……我們真的再也不能見面了嗎？」
在這個被「幽幻種」所入侵的世界里，唯有在巫女的祈禱下受到保護的浮游大陸「奧比耶·克雷亞」，人類才得以生存。結界的巫女「優米」一直在等待某位少年。他就是曾擔任過守護巫女的「護士」，同時也是優米的青梅竹馬「榭爾提斯」。自大陸墜落，並被視為異端而遭到放逐的他，過去和優米之間有一個約定──「我一定會去到妳的身邊」。
體現世界法則的少女、以及被世界法則所拒絕的少年，兩人的思念交織而成的多層世界奇幻故事，在此展開！

## 登場人物
※聲優為廣播劇CD版

### 主要角色
榭爾提斯·瑪格那·伊爾（Sheltis Magna Yehle，聲優：阿部敦）
本故事的主要角色。與優米為青梅竹馬，從小就玩在一塊。因為優米被選為巫女，因此榭爾提斯決定要成為優米的千年獅來守護她。但在某次出任務時，落入穢歌之庭。在落入穢歌之庭的一年後，重新回到浮游大陸，但這時榭爾提斯體內的沁力已蕩然無存，取而代之的是魔笛。魔笛在平時能藏在體內所以可以正常地生活，本人則因此對魔笛免疫。但因為其存在的異端性而被逐出了天結宫，成為千年獅的願望也變得不可實現，隱藏身份作普通人生活。
兩年後因為幽幻種大舉入侵事件擊殺大批幽幻種和統帥個體而得以重新以護士候補生身分重入天結宮，現為莫妮卡小隊隊員。擅長武器為雙劍，習慣拿法為一手正拿，一手反拿。
事實上落下的地方是從天道宫的頂部，有一到空間裂縫可直達穢歌之庭深處。原因是當時優米被選為適任者，將要墜落並接觸禁忌水晶，被榭爾提斯誤會為有危險並救起，而榭爾提斯本人則替其墜下。榭爾提斯不但落入了穢歌之庭，更是到了穢歌之庭的最底部，因此能使用在那時聽到的第七真音律。由於榭爾提斯並非適任者無法接受洗禮，禁忌水晶只能在過一段時間後幫助他回到浮遊大陸，本人則失去相關記憶。實際上在墜落穢歌之庭時已經死去，現在其實是靠接觸瑟拉後獲得的魔笛維生，也因為身上的魔笛而會與優米產生艾爾貝特共嗚。
只要在穢歌之庭底部發動第七真音律就可以將穢歌之庭和所有魔笛消滅，但把自己賴以維生的魔笛移除也意味着本人的死亡。
優米·愛爾·蘇菲尼克特（Ymy Ele Soufflenictole，聲優：阿澄佳奈）
本故事的主要角色。為天結宮內五位巫女的第五位巫女。與榭爾提斯是青梅竹馬。
體內的沁力量相當驚人，可以支撐三天結界後還可一如往常活動。擅長洗禮系術式。
成為巫女是為了守護榭爾提斯，而強大的沁力則是其基石。然而諷刺的是作為巫女的她無法守護現在的榭爾提斯，反之，其比一般巫女還要強大的沁力更讓她連接觸謝爾提斯都做不到。
在巫女的修行時以榭爾提斯作為心靈支柱支持過去。但在成為巫女前榭爾提斯就落入了穢歌之庭，而回歸後的榭爾提斯被逐出天結宫。因為這系列的事情帶來的打擊，雖為巫女但一直沒有配置千年獅，更因此而曾多次受到施壓，但因為皇姬莎拉和其他巫女的支持所以依舊保留決定權，本人則對此事相當迷茫。
禁忌水晶選定的適任者。

### 天結宮

#### 結界巫女
皇姬莎拉（Salah，聲優：大原沙耶香）
位在天結宮最上層，是主要維持冰結鏡界運作的巫女，有著一頭水鏡色的長髮，在奧比耶・古雷亞大陸中擁有最大的權限以及最純粹的沁力。
本名紗砂·恩蒂斯·凜·克爾，千年前艾爾瑪麗亞神教界的聖女。當年受禁忌水晶的洗禮與託付，制定下以冰結境界來拯救世界的「伊甸計畫」。
因維持冰結境界的緣故，身體時間遭到凍結持續將近千年。
艾米蒂雅·遊·拉斯佳
結界巫女第一位。
本名為蜜卡兒，拥有一身鲜红色长发千年前凪的同班同學，與伊莉斯同為軍用人型機械體。
梅玫兒·伊恩·卡尼馨（Meimel in Carnation，聲優：遠藤綾）
五位結界巫女第二位，是優米的前輩。千年獅為爛，在危急時會前往第一線與護士們一同戰鬥。長袖善舞，是天結宮對內主要的維繫者和對外的窗口。擅長結界系術式。
碧歐拉·諾瓦
結界巫女第三位，荷恩的姊姊。能使用與生俱來的「天球圖畫」並且於巫女見習生時期累積修行，獲得了控制「天球圖畫」的方法。
春蕾·碧亞·努克萊寧（Syun-rei Pai Nucclene，聲優：巽悠衣子）
結界巫女第四位，與優米同期成為巫女後補生，與優米同年齡，名字的意思為春天的花蕾。
因幼時遭受父母虐待，在天結宮內除了優米、雷奧以外不擅與人交談。擅長領域系術式，能看到每個人獨有的沁力圖樣。
優米·愛爾·蘇菲尼克特（聲優：阿澄佳奈）
見#主要角色

#### 千年獅
薩莉（聲優：澤城美雪）
自稱「主天」、「反逆者」，為皇姬的千年獅，同時也是千年獅一詞的起源。受到了「結出紅色果實的大樹」波長的影響，和皇姬莎拉一同跨越了千年的歲月，是浮游大陸上最強的戰士，其實力足以與伊莉斯媲美。
因故导致不同时间轴的自己处在同一时间上，所以可以随意变换幼年期和成年期，平时都以优特模样示人
法爾瓦倫·席昆瑟
巫女第一位-艾米蒂雅的千年獅。雙劍使，持一對黑色雙劍。曾在榭爾提斯升上護士前教導其劍術。其名為假名。
為千年前「帝國」的機神，『劍帝』赫凱特·瑪格那。
和伊莉丝出自同一人之手
爛（Run，聲優：伊瀨茉莉也）
巫女第二位-梅玫兒的千年獅。擅長體術，經常找其他千年獅比試。因為幽幻種的魔笛具有腐蝕效果，因此在身上刻有咒印，以抵制魔笛的傷害。
荷恩·諾瓦
巫女第三位-碧歐拉的千年獅兼妹妹，「魔彈」的使用者。與姐姐一樣能使用與生俱來的「天球圖畫」，由於同時使用眼睛及「天球圖畫」會增加大腦負荷，所以平時使用眼帶。機術裝甲使，擅長使用各種槍械。
雷奧·尼斯托里·歐法（Leon Nestorius Ova，聲優：中村悠一）
巫女第四位-春蕾的千年獅。擅長武器為大劍。將榭爾提斯視為好友，兩者關係類似關係很好的死對頭。只要一有空就會鍛練，是一個鍛練狂。樣貌和『白銀』阿爾瑪迪十分相似，是阿爾瑪迪的弟弟。

#### 鍊護士、正護士、巫女見習生
伊絲塔·伊斯·伊西瑪爾 吉爾休費薩
槍使，鍊護士的首席。依夏的親姊姊，非常疼愛妹妹，即使擁有千年獅的實力卻沒有參與成為千年獅的競爭。
獲得古武術流派中的最高段位「祓戈的極致者｣『吉爾休費薩』。
尤美黛
右流·寧·尤美黛（右流・寧・ユメルダ（うりゅう・ねい・ユメルダ））
鍊護士，為護士候補生的教官，被稱為魔鬼教官。
尼絲卡西亞·吉·里法
鍊護士，為鋼線使，人稱「花繩師」。
依夏·伊斯·伊西瑪爾
沁力術式型正護士，為操控著鋼球的金髮人偶使。隸屬第二師隊。
吉恩
正護士，為雙鎗士，依夏的搭檔。隸屬第二師隊。
碧雅娜利斯·希莉
巫女見習生。是莫妮卡的後輩。隸屬第三師隊。

#### 護士候補生
莫妮卡·伊斯佩藍（Monica Esperanto）
18歲。把櫻花色頭髮束在頸後的少女，使用武器是十字棍。
以前曾是一路撐到最終試煉的巫女見習生，但由於沁力量不足以支撐冰結鏡界到指定時間而淘汰。認為既然當不了女巫那就該成為守護女巫的人，就此辭去巫女見習生身分，朝護士之路前進。
巫女見習生時期曾見過一位努力徹夜修煉的雙劍護士（其實就是榭爾提斯），受那身影的鼓舞才撐過艱苦的修行，也同時仰慕著他，之後會想當護士也是受他影響。並不知道自己憧憬的對象其實就是謝爾提斯而且還成了莫妮卡組的第二名成員，更不知道實際上謝爾提斯在兩年前就從穢歌之庭生還歸來而後被放逐一事。
華宮（Kagura）
塔制局電算開發部的研究員兼護士候補生。
尼爾之民，有著該族廣受人知的驚人電算才能及強烈戒心。對不信任的人絕不敞開心房，而對信任的人則是會極盡所能的幫助。
平時都帶著自製的機器帽以遮掩尼爾之民特有的獸耳，而身邊的機器球則是隨身帶的電算裝置，還能坐在上面當代步工具。
雖是護士候補生但在戰鬥能力方面可說是極低，平時主要是擔任軍師的位置支援戰鬥。
威爾·巴哈貝爾
護士候補生。莫妮卡組的第四名成員，由華宮推薦。
平時幾乎不參加訓練，做事懶散又態度惡劣，原本入隊只是為湊數而不被期待。然而私底下卻時常在他人看不見的地方付出心力，有著「護士是該守護別人的存在」的想法，當初就是基於這特質而被尤美黛挖角進來。
隊中唯一懂料理的人，被華宮戲稱「料理長」。
納許·G·恩多芬
護士候補生。與大劍使金伯利、重槍士勒斯達克、使琴的沁力術士繆琺組成一小隊，隊中的部隊長。
繆琺
納許組成員，沁力術士。過去曾是巫女見習生，但擔任一年就放棄巫女見習生身份。
加特利亞
尼爾之民。荷恩的保養員。

### 一般市民
琪莉葉
通稱料理長。榭爾提斯的友人，位於第二居住區的兩隻天鵝咖啡店的店長，但喜歡別人稱呼自己為料理長。擅長料理食物，常用便宜的有毒食材創造新菜色，大受顧客好評。由於料理長的喜愛創新，因此咖啡店的每日菜色都不相同。
為巫女第二位梅玫兒·伊恩·卡尼馨的前任千年獅。使用兩柄白色的雙刀。
艾莉亞（聲優：日笠陽子）
榭爾提斯的友人，是個喜愛機械的少女。常在第二居住區的廣場作機器人實驗，最終以暴走失控收場，由榭爾提斯負責收拾殘局。非常擅長有關機械的事物，但由於迷糊的個性，常會失敗，但其隱藏天分在天結宮的高層（包含皇姬在內）受到非同一般的注意。在故事後期與華宮一同被指定為「不完全神性機關」伊利斯的修復者。
與伊利斯的創造者尤米長得非常相似。
優特（聲優：金元壽子）
榭爾提斯在居住區認識的友人，為綁著黑色雙馬尾，年紀約莫五歲左右的女孩，真實身分為主天薩莉壓抑了沁力下的模樣。
提夏
位於第三居住區的育幼院的學生。在擁有「後罪型」魔笛的幽幻種「S向量第八類」襲擊而陷入昏睡狀態，後被優米所救。

### 統政廳
搖／搖·A·索瑪（本名）
統政廳第一部門行政部總務課的外交秘書，同時實為天結宮『無所屬』特務官。
黑貓
統政廳『米克瓦的緋眼』的不完全適用者。體術極佳，武器為鐵扇，鐵扇內藏有「第九」修伊克的沁力小刀。

#### 天之車
天之車為統政廳的特種部隊。依使用武器數量編號，任務是守護『米克瓦的緋眼』。
「第一」澤道爾
聖廊的守護者，使用武器為一根鎚矛。在被伊格尼德入侵聖廊前完成沒有與幽幻種對戰的經驗。身上有五重聖域術式沁力裝甲。
「第七」
女性，在書中僅有聲音，並未登場。
「第九」修伊克
擅長使用各種暗器。個人獨有的沁力術式是丟出八把附有個沁力的小刀後，可在領域內自由經由降臨系術式產生小刀。
紫苑
千年前「帝國」的機神『真實契約者』，現在在天之車裡擔任類似參謀的職位。
和第一巫女出自同一人之手

### 異篇卿
和天結宫不和的秘密組織，其目的則是為了執行一千多年前，人類為了抵抗幽幻種得到的兩個最終方案之一的「樂園幻想」以取代日漸失衡的「冰結鏡界」，以雙子為核心，徹底將穢歌之庭與浮游大陸分開。
「乐园幻想」的本质是将被污染的土地彻底放弃，而「伊甸计划」则是为了将被污染的土地净化收复
阿爾瑪迪
異篇卿第一位『白銀』。雷奧的失蹤已久的雙胞胎哥哥，在身為護士期間出任務，為了援助而墜落懸崖，喪失記憶後加入異篇卿，同為大劍使。
娜塔拉夏
異篇卿第二位『真紅』。曾在統政廳擔任秘書，實為間諜。使用火的概念術式。屬於｢寇之流民｣，身上覆有鱗片，但因為喜歡阿爾瑪迪而動了除鱗手術，僅留下腹部一小塊。
瑪哈
異篇卿第三位『黃金』。沁力術士，人偶使。本體則是一個體弱多病的少女。與雙子同樣在千年前沉睡。暗戀天之車的「第一」澤道爾。
貝多瑪
異篇卿第四位『鈍色』。『更勝于灰的暗灰』秘跡執行者，槍使，使用的槍射出子彈速度極快，連｢天球圖畫｣都幾乎無法捕捉。
諾艾西斯
異篇卿第五位『碧』。雙子中的姐姐，有著綠色的頭髮，千年前重界計畫所選定的適任者，經多年沉睡後於最近被喚醒。
諾耶
異篇卿第六位『蒼』。雙子中的弟弟，有著藍色的頭髮，千年前重界計畫所選定的適任者，經多年沉睡後於最近被喚醒。
伊格尼德
異篇卿補佐『空白』。本名『優米愛爾』，用幽幻種的魔笛語言來記述『Yummy Ele』，優米（Yummy）存在這里（Ele）。稱巫女第五位優米為自己的虛像。慣用細長的雙劍並透過米克瓦的緋眼模仿榭爾提斯三年前的劍技。
了解「冰結鏡界」優於「樂園幻想」的地方以及「樂園幻想」的風險，但由於「冰結鏡界」的終點意味着謝爾提斯的死亡，所以一直阻撓「冰結鏡界」計劃，同時協助異篇卿執行「樂園幻想」。
结局时穿梭到《黄昏色的咏使》的世界中，与「虹色名咏使」凯因兹一同旅行寻找各自所爱之人

### 神性存在
瑟拉
最高等的神性存在，沉睡於穢歌之庭的最深處，幽幻種無法抵達的地方，榭爾提斯是那地方唯一的造訪者。
阿瑪迪斯
夜色的黃昏龍阿瑪迪斯。暱稱阿瑪。
米克維克斯
白夜蛇米克維克斯。
禁忌水晶
為尚未成長完全的神性存在，有著緋紅色的長髮，潛入穢歌之庭，以自身為核心，配合第七天音律展開冰結鏡界，封印並淨化穢歌之庭。

### 其他
伊莉斯（聲優：真堂圭）
為皇姬親自授予榭爾提斯的戰鬥輔助人工智慧機器，外表為項鍊水晶。喜愛用人類的文法來說話。在榭爾提斯墜入穢歌之庭後，交由優米保管。於第一集時由榭爾提斯重新持有。
千年前受到禁忌水晶的洗禮而成為不完全神性機關，「伊甸計畫」的核心成員之一。而現今作為傳說中獨立殲滅上千幽幻種的傳奇機神，流傳於兒童圖書中。
原機神的身體在千年前冰結鏡界發動時與幽幻種的戰役中損毀，被尤米設下四重電子鎖後保存於天結宮的地下等待修復。在結界崩潰時藉由艾莉亞及華宮之手重新修復完成。
凪·一咲·吉爾
伊莉斯的原主人，千年前帝國軍校的高中部學生。
當年意外撿到故障的伊莉斯，將其修復後收留她，可說是伊莉斯最重要的人。千年前「伊甸計畫」的核心成員之一，在冰結鏡界發動時因故留在了結界的內部，身體的時間也因此一併被凍結。與伊莉斯一同譽為是千年前計畫成功的最大功臣，真正拯救世界的英雄。
在結界中認識了夜色的黃昏龍阿瑪迪斯。
千年的時光中一直在冰結境界中持續和幽幻種的戰鬥，等待著和伊莉斯等人的再會。
紗音
又名｢蕭｣（Xeo），有著中性的樣貌。是在千年前替聖女紗砂·恩蒂斯·凜·克爾命名的人。認識白夜蛇米克維克斯與禁忌水晶。
禁忌水晶的護衛
保護沉睡中的禁忌水晶不受到幽幻種的攻擊。身穿破爛不堪的黃昏色法衣，僅由緋紅色的纖維勉強連結，藉由吟唱｢A小調禁音名詠｣和｢A小調忘音名詠｣從影子中召喚出雙劍。右手持如髮絲般細長的黑色細劍，左手持如樹根般扭曲的紅色長劍。
除了使用雙劍攻擊外，還能以影子為媒介進行空間轉移，另外也能藉由｢解放的小鎖｣從影子中召喚出夜色的獵犬。
蜜歐·藍提亞
為禁忌水晶沉睡花田的引路者，擁有一頭金髮及一張娃娃臉，會確認來者對禁忌水晶是否有敵意，被認可的人才能找到禁忌水晶。

## 世界設定和用語
沁力
為任何人類天生都擁有的力量，與魔笛對立。若不加以鍛鍊，沁力將會衰弱；反之，若有加以磨練，則有可能獲得可與幽幻種對抗的力量。人類可以利用沁力淨化被魔笛汙染的人，也可以作到遠視的能力。
術式分為結界系（蒼藍色）、降臨系（金黃色）、領域系（碧綠色）、禮讚系（銀白色）、洗禮系（緋紅色）。
魔笛
為幽幻種所擁有的力量，與沁力對立。幽幻種利用此力量，做到腐壞、精神控制等攻擊。
艾爾貝特共嗚
指力量強大的沁力與魔笛接觸時，會產生劇烈火花的特殊物理現象並互相排斥。浮游大陸即是靠與穢歌之庭的艾爾貝特共嗚而浮在空中。
第七天音律（索菲亞和音）
為巫女建立結界時所詠唱的歌詞。
第七真音律（伊甸和音）
旋律與第七天音律相似。流洩在穢歌之庭最深處的歌。
奧比耶·克雷亞
為眾多浮游陸塊中的大陸，從千年前因冰結鏡界計畫而飄浮在離地一萬公尺的高空。
天結宮（索菲亞）
主要是皇姬與五位巫女的工作場所，同時是監測幽幻種的對策中心。
結界巫女
為皇姬的輔助者，共五人，職責為幫忙維持冰結鏡界的運行。
巫女見習生
位階相當於正護士，接受刻苦的訓練以激發沁力，直到能獨力支撐冰結鏡界才有資格升為巫女。
千年獅
即是指巫女的直屬護士，每一位巫女各有一位專屬的護士，由巫女親自挑選。此名詞的由來是第皇姬與薩利之間的誓約。
鍊護士
現有50名，為塔內的幹部階級。
正護士
護士候補生
穢歌之庭（伊甸）
幽幻種所居住的地方。在浮游大陸奧比耶・古雷亞下方一萬公尺的永久冰凍世界。共分為九個鏡面。
幽幻種
原本為讚美瑟拉的福音之獸，受到瑟拉的悲哀影響，轉為危害世界的存在。身體可以化為紫色煙霧來移動，每隻幽幻種的大小均不相同，有的大到可以吞噬飛船；有的則小如貓。擁有魔笛的力量，可汙染精神、腐壞等攻擊。由於皇姬與五位巫女維持冰結鏡界，以致幽幻種無法輕易入侵浮游大陸。
統率個體
龍形，於第一集帶領大批突破冰結鏡界的幽幻種攻擊天結宮。
沉睡之子
於異篇卿的據點發現關於水槽內的幽幻種，為雙子進行重界計畫中的實驗品。
千年之獸
異篇卿伊格尼德操作『米克瓦的緋眼』喚出千年前的幽幻種。
S向量第八類
在冰結鏡界尚未建立前便入侵浮游大陸並躲藏至今，外型可幻化為黑色小貓，魔笛有高熱，物質破壞及昏睡，為後罪型魔笛，在身軀完全消滅前可無限再生。具有一定的智慧。
瑟拉的虛像
為比禁忌水晶更高階的存在『瑟拉的法則意志體』的虛像，三具虛像可開啟連接穢歌之庭的門。
黑龍（阿瑪迪斯）
【齜牙其意志者】。擁有最強的破壞能力，口腔內有阿瑪迪斯之牙，為黑龍控制力量的觸媒，是魔笛極度昇華後降臨的物質。
巨蛇（米克維克斯）
【僅只是佇立在那處者】。擁有最硬的鱗片以及無限的再生能力，眼睛為相似米克瓦的緋眼的寶珠，可以觀測一切並分享給其他兩隻虛像。其魔笛為鎖鏈形狀。
聖者（赫凱特·拉斯柏）
【非母性的主宰者】。人形，擁有無限的進化能力，可藉由吸收其它虛像的經驗無止盡的進化。

## 關於舞台

### 奧比耶·古雷亞
浮游大陸奧比耶·古雷亞，為千年前冰結境界發動時未遭幽幻種污染的大地，藉由結界的沁力與穢歌之庭的魔笛產生的艾爾貝特共鳴浮在一萬公尺的高空。中心是天結宮，週邊為第一層「居住區」，第二層「自然區」，最外圍為第三層「生態保育區」。

### 天結宮
位於奧比耶·古雷亞的中心。共二百九十一層，高達二千公尺，以冰結鏡界為鏡子，塔頂有與穢歌之庭相通。設有塔制局、沁理局、總務局、機工局、環境局以及護法院
- 最上層（二百九十一層）：名為「樂園」，祈禱冰結鏡界的地方，有空間門可直逹穢歌之庭的底部。
- 二百九十層：皇姬的專屬樓層
- 二百八十九層—二百八十七層：巫女和千年獅的專屬樓層

- 二百八十八層：梅玫兒及爛、碧歐拉及荷恩的專屬樓層
- 二百八十七層：優米、春蕾及雷歐的專屬樓層

- 二百八十一層：大聖堂，天結宫最大的禮拜場，同時是巫女用来進行最初訓練的地方。
- 二百七十六層—二百八十層：五位巫女專用的修道樓層。

- 二百七十六層：優米專用的修道樓層。

- 二百七十一層—二百七十五層：千年狮的訓練樓層。

- 二百七十四層：設有千年獅各自自行設計的訓練室
- 二百七十三層：重現密林地帶的訓練室

- 二百六十九層：鍊護士用的會議樓層。
- 二百六十一層：設有會議室
- 二百六十層：護法院管轄的會議樓層
- 二百四十七層：設有貴賓用頂級套房
- 三十八層—二百四十一層，塔制局及機工局等各局的樓層。其中四十八層至六十七層都是機工局的地方

- 二百一十九層：電算開發部
- 一百九十九層：沁理局管轄的樓層
- 一百二十八層：聯合會議樓層
- 六十五層：塔内起飛場
- 五十九層：機工局航空課

- 二十二層：塔内醫院
- 第十一層（以及以上幾層）：護士候補生宿舍

- 第十七層：女性候補生的專用空間。

- 第一層：外部設有訓練場

### 穢歌之庭
幽幻種生存的地方，千年前冰結鏡界發動時將被汙染的大地切割並沉入了穢歌之庭，同時皇姬欲藉由冰結鏡界，花上千年的時光將其淨化。在冰結鏡界的影響下共分為九個鏡界，且內部的時光自發動以來是凍結的。
- 第一~第六鏡界：在千年的時光中已經被冰結境界淨化，內部時光依舊凍結。
- 第七鏡界：不存在魔笛與幽幻種，整個鏡界面充滿了巨大的水晶。第七鏡界為整個冰結鏡界的核心，有塊巨大的冰鏡存在於此，進入其內側的禁忌水晶以鏡結晶為媒介，將沁力送達穢歌之庭全域，並持續地進行著凈化。鏡結晶會映照出虛像，三隻「瑟拉的虛像」以及「優米愛爾」都是因此產生的。
- 第八鏡界：駐守有許多強大的幽幻種，包括「吞噬世界之王」以及三隻「瑟拉的虛像」。在第八鏡界的最下層有扇賦予了強大的沁力的聖門，以第七天音律使其開門後即可抵達第九鏡界。
- 第九鏡界：瑟拉的搖籃，沒有光，沒有聲音，沒有風，沒有大氣，沒有氧氣，不存在任何物質。整個空間只有閃耀著的波動在不斷傳遞。瑟拉沉睡於此一幽幻種無法抵達的地方。

## 出版書籍

### 小說
| 冊數                                   | 日文副標題       | 中文副標題               | 富士見書房       | 富士見書房             | 台灣角川         | 台灣角川               |
| 冊數                                   | 日文副標題       | 中文副標題               | 初版發售日期     | ISBN                   | 初版發售日期     | ISBN                   |
| 第一樂章「再始」                       | 第一樂章「再始」 | 第一樂章「再始」         | 第一樂章「再始」 | 第一樂章「再始」       | 第一樂章「再始」 | 第一樂章「再始」       |
| -------------------------------------- | ---------------- | ------------------------ | ---------------- | ---------------------- | ---------------- | ---------------------- |
| 1                                      |                  | 樂園幻想                 | 2009年9月19日    | ISBN 978-4-8291-3443-6 | 2010年12月25日   | ISBN 978-986-237-971-4 |
| 2                                      |                  | 禁忌水晶                 | 2009年12月19日   | ISBN 978-4-8291-3473-3 | 2011年3月30日    | ISBN 978-986-287-100-3 |
| 3                                      |                  | 黃金境界                 | 2010年4月25日    | ISBN 978-4-8291-3512-9 | 2011年6月15日    | ISBN 978-986-287-156-0 |
| 4                                      |                  | 天上旋律                 | 2010年8月20日    | ISBN 978-4-8291-3541-9 | 2011年10月31日   | ISBN 978-986-287-347-2 |
| 5                                      |                  | 絕對聖域                 | 2010年12月18日   | ISBN 978-4-8291-3597-6 | 2012年1月17日    | ISBN 978-986-287-552-0 |
| 6                                      |                  | 水晶世界                 | 2011年3月19日    | ISBN 978-4-8291-3620-1 | 2012年3月14日    | ISBN 978-986-287-624-4 |
| 7                                      |                  | 空白洗禮                 | 2011年6月18日    | ISBN 978-4-8291-3651-5 | 2012年9月5日     | ISBN 978-986-287-929-0 |
| 第二樂章「世上最近又最遙遠的夢」       |                  |                          |                  |                        |                  |                        |
| 8                                      |                  | 悲想共鳴 -庫露耶露·呼喊- | 2011年9月20日    | ISBN 978-4-8291-3680-5 | 2012年12月18日   | ISBN 978-986-325-093-7 |
| 9                                      |                  | 決戰極限 -孤挺花·合唱-   | 2012年3月17日    | ISBN 978-4-8291-3741-3 | 2013年4月12日    | ISBN 978-986-325-297-9 |
| 10                                     |                  | 黃昏讚歌 -聖樂·夏娃-     | 2012年9月20日    | ISBN 978-4-8291-3804-5 | 2013年8月21日    | ISBN 978-986-325-547-5 |
| 11                                     |                  | 最終雙劍 -優米愛爾·雜音- | 2013年3月19日    | ISBN 978-4-8291-3870-0 | 2013年11月20日   | ISBN 978-986-325-702-8 |
| 最終樂章「回頭望去，你在遙遠的那一端」 |                  |                          |                  |                        |                  |                        |
| 12                                     |                  | 浮遊大陸 -奧比耶·克雷亞- | 2013年12月20日   | ISBN 978-4-0471-2972-6 | 2014年6月6日     | ISBN 978-986-325-987-9 |
| 13                                     |                  | 樂園現奏 -伊甸和音-      | 2014年3月20日    | ISBN 978-4-0407-0064-9 | 2015年1月10日    | ISBN 978-986-366-300-3 |

### 漫畫
| 冊數 | 講談社         | 講談社                 |
| 冊數 | 初版發售日期   | ISBN                   |
| ---- | -------------- | ---------------------- |
| 1    | 2012年12月20日 | ISBN 978-4-0637-6376-8 |
| 2    | 2013年9月9日   | ISBN 978-4-0637-6422-2 |
| 3    | 2014年3月7日   | ISBN 978-4-0637-6450-5 |

## 外部連結
- （日語） 富士見書房｜１×１０ 藤宮十貴子は懐かない  氷結鏡界のエデン，《冰結鏡界的伊甸》特輯。
- （日語） 富士見書房｜氷結鏡界のエデン，《冰結鏡界的伊甸》介紹及特輯。
- （日語） ドラマCD「氷結鏡界のエデン　楽園幻想」／マリン・エンタテインメント，廣播劇CD官方站台。
- （繁體中文） ::: 台灣角川 KADOKAWA ::: 冰結鏡界的伊甸1 樂園幻想 | 細音 啓，台灣角川介紹頁。